# Oberon-Klasse
Die Oberon-Klasse ist eine Klasse britischer diesel-elektrischer U-Boote. 13 Boote wurden für die Royal Navy gebaut, 14 weitere Boote wurden nach Kanada (3 Einheiten, 1965–1968), Australien (6 Einheiten, 1967–1978), Brasilien (3 Einheiten, 1973–1977) und Chile (2 Einheiten, 1976) exportiert.

## Geschichte
Die Oberon-Klasse wurde Ende der 1950er Jahre entworfen. Sie war eine modifizierte Porpoise-Klasse und damit inspiriert vom deutschen Typ XXI.
Die Oberons gelten als die besten U-Boote ihrer Zeit – insbesondere sollen sie erstaunlich leise sein –, weshalb sie noch im 21. Jahrhundert im Einsatz sind. Als Beweis ihrer Leistungsfähigkeit gilt die „Versenkung“ des amerikanischen Flugzeugträgers Enterprise während einer Übung durch ein australisches Unterseeboot.
Die britischen Einheiten wurden zwischen 1960 und 1967 in Dienst gestellt. Mitte der 1980er Jahre wurden neun der Boote auf eine neue Sonaranlage (Type 2051) umgerüstet, was nötig war, da sich der Bau der Upholder-Klasse verzögerte. Diese neun Einheiten sind durch eine große „Blase“ zu identifizieren, in der sich der große Sonodom verbirgt. 1982 nahm HMS Onyx am Falklandkrieg teil, wo sie Mitglieder des Special Boat Services anlandete.
Heute sind alle gebauten Einheiten außer Dienst gestellt worden, die letzten Boote der Royal Navy im Jahre 1993. Die Onyx war bis zur Verschrottung 2014 ein Museumsschiff in Birkenhead, Merseyside, HMS Ocelot ist Teil eines Museums in Chatham. Die australische HMAS Ovens dient als Museumsschiff in Fremantle, außerdem liegt die HMS Otus als Museumsschiff in Sassnitz und kann besucht werden. Die Otus wurde nicht mit der Sonaranlage Type 2051 nachgerüstet und ist damit äußerlich im Originalzustand.
Die kanadische HMCS Onondaga ist seit Juni 2009 als Museumsschiff in Rimouski, Québec, zu besichtigen. Die drei anderen verbleibenden kanadischen U-Boote, die Ojibwa, die Okanagan und die als Trainingsschiff genutzte Olympus, liegen an einer Pier in Dartmouth im Hafen von Halifax.
Die chilenische O’Brien wurde am 31. Dezember 2001 außer Dienst gestellt und liegt heute als Museumsschiff in Valdivia, Chile.

## Einheiten & Verbleib

### Vereinigtes Konigreich– Royal Navy

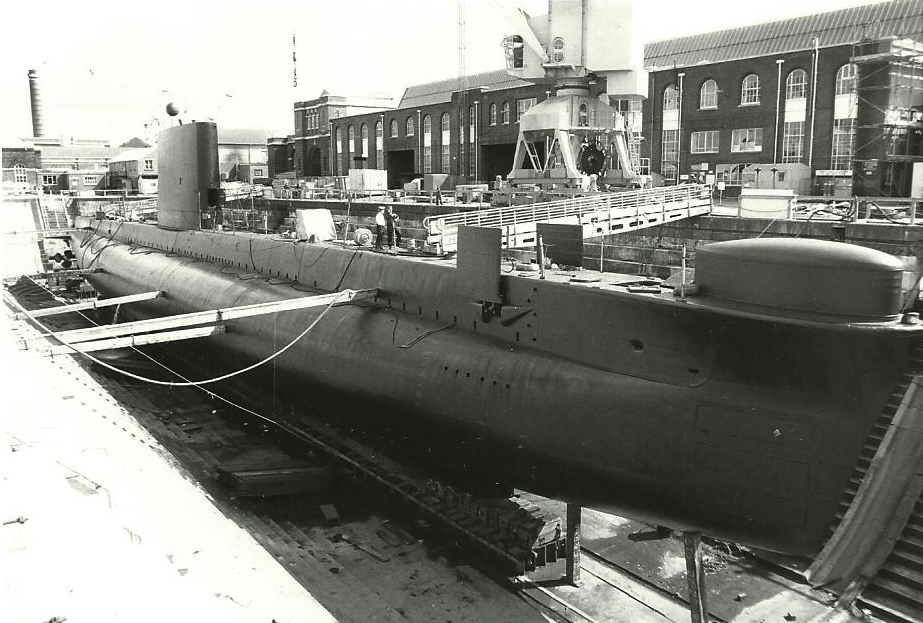
Die Osiris 1982 Trockendock in Portsmouth; Foto: Hugh Llewelyn aus Bristol, UK

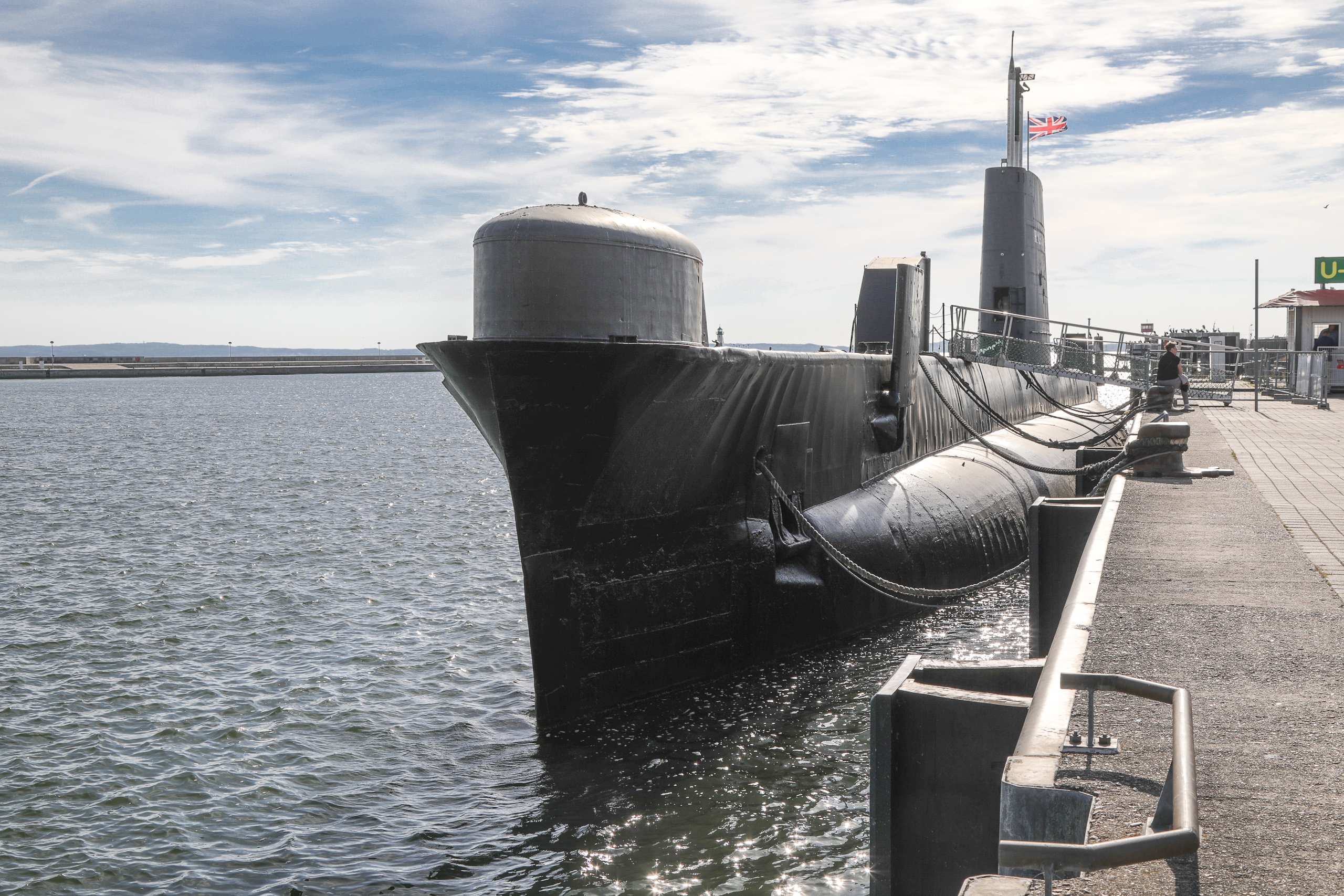
HMS Otus 2016 als Museumsschiff im Hafen von Sassnitz, Deutschland

Entwickelt wurde die Oberon-Klasse für die britische Royal Navy, die mit 13 Einheiten auch der größte Nutzer dieser U-Boot-Klasse war. Sie war eine organische Weiterentwicklung der Porpoise-Klasse, da man aus Budget-Gründen (Konkurrenz zum Atom-Uboot-Programm) keine teure Neuentwicklung wollte. Allerdings flossen eine Reihe von Optimierungen (z. B. gute Geräuschdämmung) soweit es im Rahmen dieses Entwurfs möglich war, ein. Die Boote ersetzten bei der Royal Navy, wenn auch in deutlich geringerer Zahl, die letzten U-Boote aus dem Zweiten Weltkrieg. Somit bildeten sie über Jahrzehnte das Rückgrat der konventionellen britischen U-Bootflotte und entlasteten die wenigen, teuren Atom-U-Boote (z. B. bei Ausbildungsaufgaben). Die Boote wurden durch Budget-Kürzungen und die Konzentration auf nuklear angetriebene Boote bis Mitte der 1990er Jahre außer Dienst gestellt. Der Oberon-Klasse folgte in der Royal Navy in geringer Stückzahl und für kurze Zeit die Upholder-Klasse nach, die dann auch über eine entsprechend moderne Hüllenform und aus den Atom-U-Booten übernommene Verbesserungen verfügte.
| Kennung | Name          | Bauwerft                  | Kiellegung        | Stapellauf         | Indienststellung  | Einheit                                    | Außerdienststellung | Verbleib |
| ------- | ------------- | ------------------------- | ----------------- | ------------------ | ----------------- | ------------------------------------------ | ------------------- | --- |
| S09     | HMS Oberon    | Chatham Dockyard, Chatham | 28. November 1957 | 18. Juli 1959      | 24. Februar 1961  |                                            | 1986                | Verkauf an Ägypten (über Seaforth Group) nicht zu Stande gekommen, 1991 in Grimsby verschrottet                                                    |
| S10     | HMS Odin      | Cammell Laird, Birkenhead | 27. April 1959    | 4. November 1960   | 3. Mai 1962       |                                            | 1990                | 1991 in Griechenland verschrottet |
| S11     | HMS Orpheus   | Vickers in Barrow         | 16. April 1959    | 17. November 1959  | 25. November 1960 |                                            | 1987?               | 1994 verschrottet |
| S12     | HMS Olympus   | Vickers in Barrow         | 4. März 1960      | 14. Juni 1961      | 7. Juli 1962      |                                            | 1989?               | an Kanada als stationäre Trainingsplattform verkauft, ab dem 28. Juli 2011 bei International Marine Salvage in Port Maitland, Ontario verschrottet |
| S13     | HMS Osiris    | Vickers in Barrow         | 26. Januar 1962   | 29. November 1962  | 11. Januar 1964   |                                            | 1989                | 1989 bei Cammell Laird für Ersatzteile für Kanada ausgeschlachtet, 1992 in Garston, Liverpool verschrottet                                         |
| S14     | HMS Onslaught | Chatham Dockyard, Chatham | 8. April 1959     | 24. September 1960 | 14. August 1962   |                                            | 1990                | verschrottet |
| S15     | HMS Otter     | Scott Lithgow in Greenock | 14. Januar 1960   | 15. Mai 1961       | 20. August 1962   |                                            | 31. Juli 1991       | im April 1992 von European Metal Recycling (Pounds Abwrackwerft) in Portsmouth verschrottet, Ersatzteile an Chile verkauft                         |
| S16     | HMS Oracle    | Cammell Laird, Birkenhead | 26. April 1960    | 26. September 1961 | 14. Februar 1963  |                                            | 18. September 1993  | von 1997 bis 2003 bei der Pounds Abwrackwerft in Portsmouth verschrottet                                                                           |
| S17     | HMS Ocelot    | Chatham Dockyard, Chatham | 17. November 1960 | 5. Mai 1962        | 31. Januar 1964   | 3. Submarine Squadron, HMNB Clyde, Faslane | August 1991         | Museum in Chatham |
| S18     | HMS Otus      | Scott Lithgow in Greenock | 31. Mai 1961      | 17. Oktober 1962   | 5. Oktober 1963   |                                            | 1990?               | zunächst Pounds Abwrackwerft, dann Museum in Sassnitz                                                                                              |
| S19     | HMS Oppussum  | Cammell Laird, Birkenhead | 21. Dezember 1961 | 23. Mai 1963       | 5. Juni 1964      |                                            | August 1993         | verschrottet |
| S20     | HMS Opportue  | Scott Lithgow in Greenock | 26. Oktober 1962  | 14. Februar 1964   | 29. Dezember 1964 |                                            | 2. Juni 1993        | bei der Pounds Abwrackwerft in Portsmouth verschrottet                                                                                             |
| S21     | HMS Onyx      | Cammell Laird, Birkenhead | 16. November 1964 | 18. August 1966    | 20. November 1967 |                                            | 1991                | zunächst Museum in Birkenhead, dann im Mai 2014 verschrottet                                                                                       |

### Kanada– Royal Canadian Navy

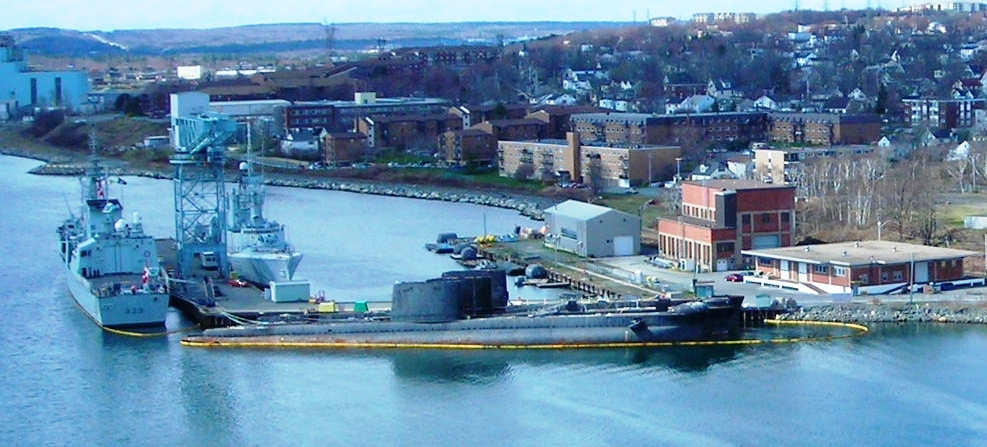
Boote der Oberon-Klasse im Hafen Halifax (2010).

Mit dem Abzug des britischen 6. Uboot-Geschwaders (Royal Navy) aus Halifax Ende der 1950er, benötigte die königliche kanadische Marine (Royal Canadian Navy) eigene U-Boote zur Erfüllung der Aufgaben, die bisher von den Briten bereitgestellt wurden (u. a. U-Jagd-Ausbildung von Überwassereinheiten). Aus Kostengründen fiel die Entscheidung zur Beteiligung am britischen Oberon-Bauprogramm und damit der Verzicht auf moderne Konstruktionen wie z. B. die amerikanische Barbel-Klasse. Auch die Briten waren ihrerseits an einer Beteiligung Kanadas interessiert, um die Kosten pro Einheit ihres Bauprogramms senken zu können, weshalb auch bereits in Bau befindliche britische Boote Kanada zum Kauf angeboten wurden. Zum Training für den Wiederaufbau der kanadischen U-Boot-Komponente wurde 1961 die USS Burrfish (SS-312) von den USA erworben und als HMCS Grilse (SS 71) in Dienst gestellt. Bei der kanadischen Version der Oberon-Klasse, auch als Ojibwa-Klasse bezeichnet, wurden möglichst viele Komponenten durch Geräte aus kanadischer Produktion ersetzt sowie eine verbesserte Klimaanlage und effektivere Schnorchelenteiser eingebaut. Auch verwendeten die kanadischen Boote ausschließlich amerikanische Torpedos (zunächst Mark 37, später Mark 48). Die Boote wurden, wie ihre Schwesterboote in der britischen Royal Navy, durch die vier Einheiten der Upholder-Klasse ersetzt, nachdem Großbritannien diese nach kurzer Zeit außer Dienst gestellt hatte. Zwei der drei kanadischen Oberon-Klasse-Einheiten sind als Museumsschiffe erhalten geblieben.
| Kennung | Name          | Bauwerft                  | Kiellegung         | Stapellauf         | Indienststellung   | Einheit                           | Außerdienststellung | Verbleib                                                                                                 |
| ------- | ------------- | ------------------------- | ------------------ | ------------------ | ------------------ | --------------------------------- | ------------------- | --- |
| S72     | HMCS Ojibwa   | Chatham Dockyard, Chatham | 27. September 1962 | 29. Februar 1964   | 23. September 1965 | Maritime Forces Atlantic, Halifax | Mai 1998            | als HMS Onyx auf Kiel gelegt und vor Fertigstellung an Kanada übergeben. Museum in Port Burwell, Ontario |
| S73     | HMCS Onondaga | Chatham Dockyard, Chatham | 18. Juni 1964      | 25. September 1965 | 22. Juni 1967      | Maritime Forces Atlantic, Halifax | 28. Juli 2000       | Museum in Rimouski                                                                                       |
| S74     | HMCS Okanagan | Chatham Dockyard, Chatham | 25. März 1965      | 17. September 1966 | 22. Juni 1968      | Maritime Forces Atlantic, Halifax | 14. September 1998  | 2011 verschrottet                                                                                        |

### Australien– Royal Australian Navy

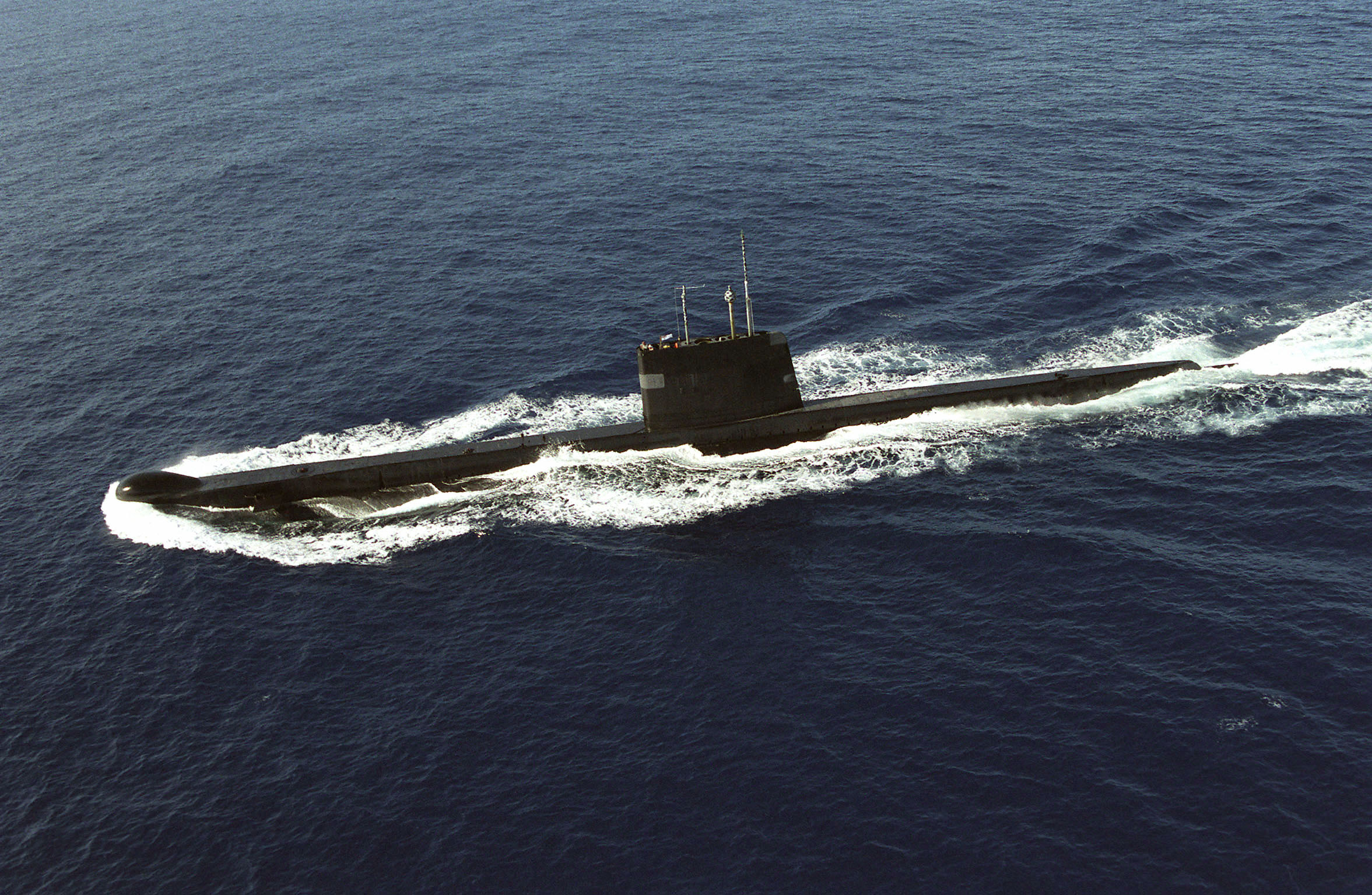
Die Onslow (1998)

Auch die königliche australische Marine (Royal Australian Navy) hatte bezüglich der U-Boot-Komponente auf britische Verbände (4. Uboot-Geschwader, Royal Navy) zurückgegriffen und seit den 1930ern keine eigenen U-Boote unterhalten. Mit Zulauf der ersten australischen Einheiten der Oberon-Klasse wurde das 4. britische Uboot-Geschwader in Sydney am 10. Januar 1969 aufgelöst. Die australischen U-Boote der Oberon-Klasse (auch Oxley-Klasse) unterschieden sich von den britischen Originalen durch eine andere Elektronikausrüstung (RADAR, SONAR), hauptsächlich aus amerikanischer Produktion. So besaßen sie ein Sperry BQG-4 Micropuffs Passivsonar, mit der Möglichkeit passiv Entfernungen zu bestimmen und ein Krupp-CSU3-41-Aktivsonar. Außerdem wurden amerikanische Mark-48-Torpedos verwendet. Bei allen sechs Einheiten wurden die beiden Hecktorpedorohre kurze Zeit nach der Indienststellung dichtgesetzt, sodass die Boote nur noch über die sechs Bugtorpedorohre verfügten. Dafür verfügten die Boote über einen leicht größeren Torpedovorrat gegenüber den britischen Einheiten (22 statt 20 Stück). Die Boote wurden später modernisiert, um den amerikanischen Seezielflugkörper UGM-84 Harpoon verschießen zu können. Wie Kanada wählte Australien ausschließlich mit „O“ beginnende Namen für seine Einheiten der Oberon-Klasse, sodass gemäß britischer Tradition, zumindest alle Einheiten der Klasse, die Commonwealth-Nationen gehörten, Namen mit demselben Anfangsbuchstaben besaßen. Die Boote der Oxley-Klasse wurden eins zu eins durch die nach schwedischem Entwurf in Australien gebaute Collins-Klasse ersetzt.
| Kennung | Name        | Bauwerft                | Kiellegung       | Stapellauf         | Indienststellung  | Einheit                                                 | Außerdienststellung | Verbleib |
| ------- | ----------- | ----------------------- | ---------------- | ------------------ | ----------------- | ------------------------------------------------------- | ------------------- | --- |
| S 57    | HMAS Oxley  | Scott Lithgow, Greenock | 2. Juli 1964     | 24. September 1965 | 21. März 1967     | 1. Australian Submarine Squadron, HMAS Platypus, Sydney | 13. Februar 1992    | verschrottet |
| S 59    | HMAS Otway  | Scott Lithgow, Greenock | 29. Juni 1965    | 29. November 1966  | 23. April 1968    | 1. Australian Submarine Squadron, HMAS Platypus, Sydney | 17. Februar 1994    | Denkmal (nur Hülle) in Holbrook, New South Wales                                                                     |
| S 60    | HMAS Onslow | Scott Lithgow, Greenock | 4. Dezember 1967 | 3. Dezember 1968   | 22. Dezember 1969 | 1. Australian Submarine Squadron, HMAS Platypus, Sydney | 29. März 1999       | Museum in Sydney |
| S 70    | HMAS Ovens  | Scott Lithgow, Greenock | 17. Juni 1966    | 4. Dezember 1967   | 18. April 1969    | 1. Australian Submarine Squadron, HMAS Platypus, Sydney | 1. Dezember 1995    | Museum in Fremantle                                                                                                  |
| S 61    | HMAS Orion  | Scott Lithgow, Greenock | 6. Oktober 1972  | 16. September 1974 | 15. Juni 1977     | 1. Australian Submarine Squadron, HMAS Platypus, Sydney | 1996                | 2006 verschrottet |
| S 62    | HMAS Otama  | Scott Lithgow, Greenock | 25. Mai 1973     | 3. Dezember 1975   | 27. April 1978    | 1. Australian Submarine Squadron, HMAS Platypus, Sydney | 15. Dezember 2000   | Hulk nahe Hastings, Victoria (38° 20′ 30,19″ S; 145° 13′ 27,96″ O), soll als Museum erhalten werden, Erfolg fraglich |

### Brasilien– Brasilianische Marine

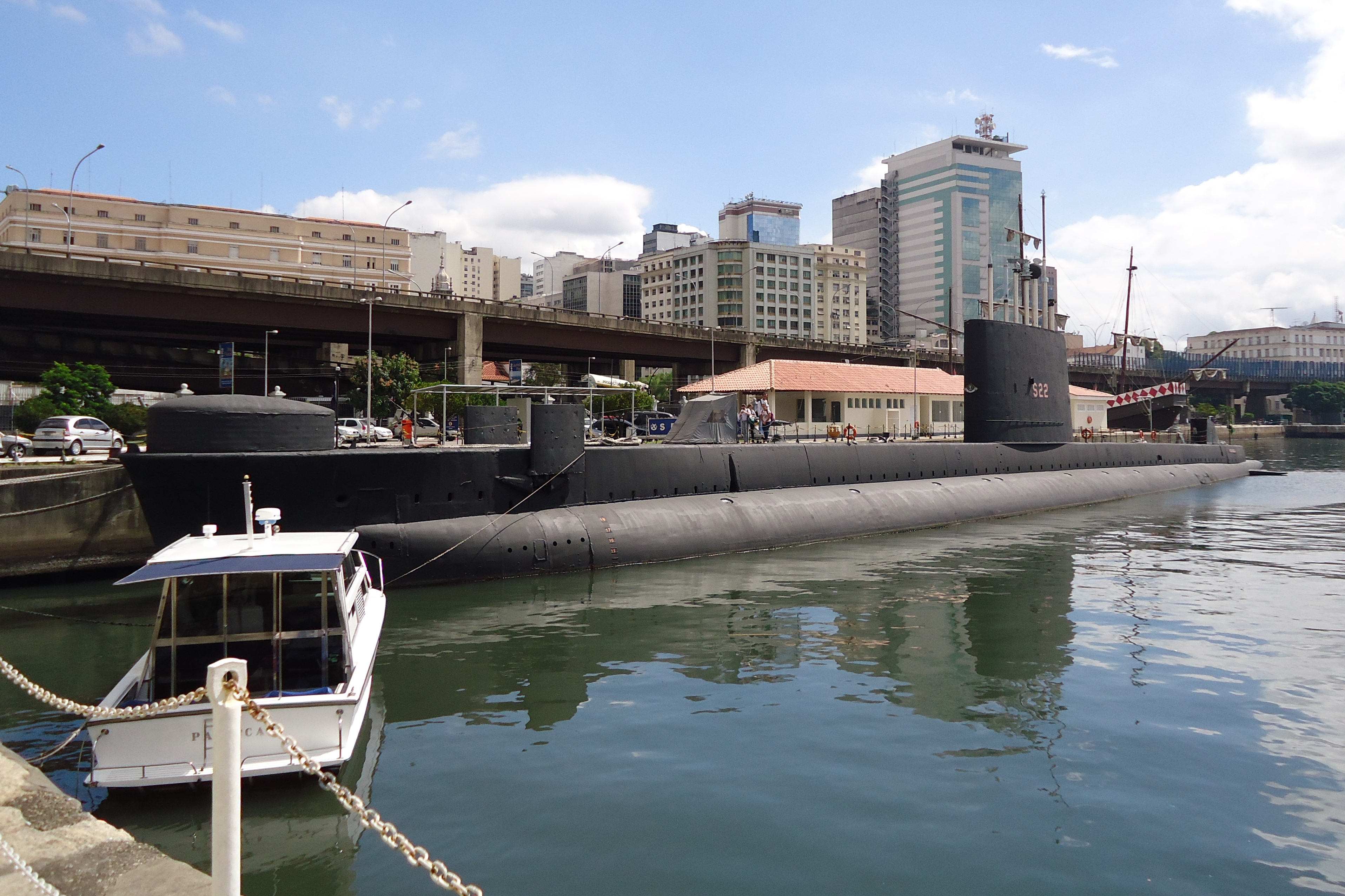
Riachuelo als Museumsschiff in Rio de Janeiro

Die brasilianische Marine (Marinha do Brasil) war der erste Nutzer der Oberon-Klasse außerhalb der britischen Einflusssphäre des Commonwealth. Die Einheiten ersetzten gebrauchte amerikanische U-Boote aus dem Zweiten Weltkrieg (Gato- und Balao-Klasse), die bis dahin das Rückgrat der U-Bootwaffe Brasiliens bildeten. Nach der ersten brasilianischen Einheit werden die Boote auch als Humaitá-Klasse bezeichnet. Von ihren britischen Schwesterschiffen unterschieden sich die Boote durch ein Vickers-Feuerleitsystem. Sie wurden später modernisiert, um den moderneren Mod 1 Tigerfish-Torpedo verschießen zu können. Ihnen folgten in den 1990er Jahren die Tupi- und Tikuna-Klasse (Varianten der deutschen U-Boot-Klasse 209) nach. Die Riachuelo ist in Rio de Janeiro als Museum erhalten.
| Kennung | Name      | Bauwerft        | Kiellegung        | Stapellauf        | Indienststellung  | Einheit                                              | Außerdienststellung | Verbleib                                                            |
| ------- | --------- | --------------- | ----------------- | ----------------- | ----------------- | ---------------------------------------------------- | ------------------- | ------------------------------------------------------------------- |
| S-20    | Humaitá   | Vickers, Barrow | 3. November 1970  | 3. Oktober 1971   | 19. Juni 1973     | Força de Submarinos, Ilha de Mocanguê Rio de Janeiro | 8. April 1996       | verschrottet                                                        |
| S-21    | Tonelero  | Vickers, Barrow | 15. November 1971 | 22. November 1972 | 10. Dezember 1977 | Força de Submarinos, Ilha de Mocanguê Rio de Janeiro | 21. Juni 2001       | 2000 während einer Reparatur im Dock gesunken, Rumpf 2004 verkauft. |
| S-22    | Riachuelo | Vickers, Barrow | 27. Mai 1973      | 6. September 1975 | 12. März 1977     | Força de Submarinos, Ilha de Mocanguê Rio de Janeiro | 12. November 1997   | Museum in Rio de Janeiro                                            |

### Chile– Chilenische Marine

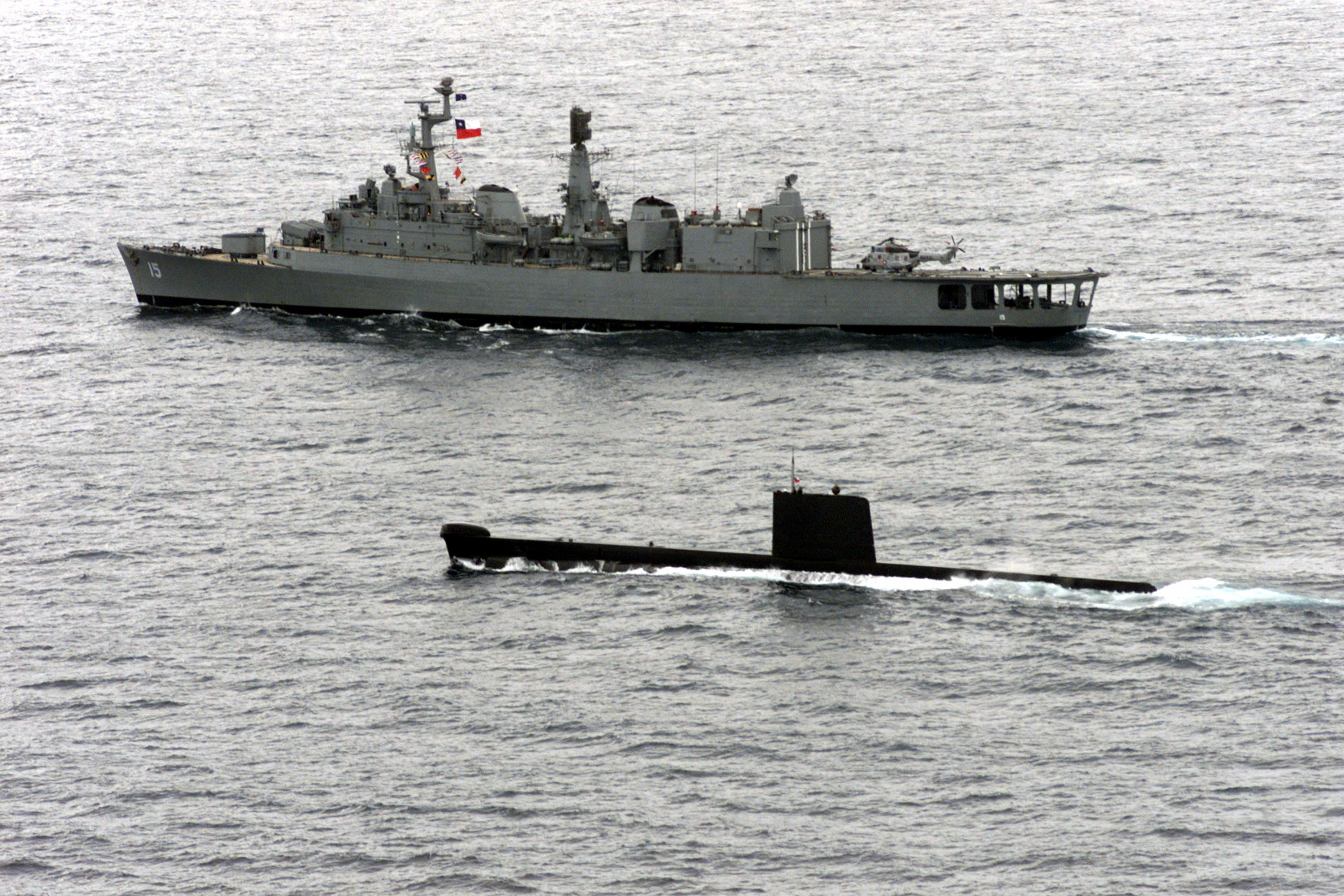
O’Brien zusammen mit dem Zerstörer Blanco Encalada während des Manövers TEAMWORK SOUTH ’99

Als letzte Nation beschaffte Chile U-Boote der Oberon-Klasse für seine Marine (Armada de Chile). Die Einheiten ersetzten, wie auch in Brasilien, gebrauchte Einheiten der amerikanischen Balao-Klasse aus dem Zweiten Weltkrieg. Die chilenischen Boote der Oberon-Klasse werden auch als O’Brien-Klasse bezeichnet. Abweichend von den britischen Einheiten bestand die Bewaffnung aus dem deutschen Torpedotyp SUT. Die Boote wurden Ende der 1980er Jahre durch zwei Einheiten der Thompson-Klasse (deutsche Uboot-Klasse 209/1300) ergänzt und schließlich Anfang der 2000er durch zwei Einheiten der O’Higgins-Klasse (französische Scorpène-Klasse) ersetzt. Die O’Brien ist als Museum in Valdivia erhalten.
| Kennung | Name    | Bauwerft                | Kiellegung      | Stapellauf         | Indienststellung   | Einheit                         | Außerdienststellung | Verbleib           |
| ------- | ------- | ----------------------- | --------------- | ------------------ | ------------------ | ------------------------------- | ------------------- | ------------------ |
| S22     | O’Brien | Scott Lithgow, Greenock | 17. Januar 1971 | 21. Dezember 1972  | 15. April 1976     | Força de Submarinos, Talcahuano | 2005?               | Museum in Valdivia |
| S23     | Hyatt   | Scott Lithgow, Greenock | 10. Januar 1972 | 26. September 1973 | 27. September 1976 | Força de Submarinos, Talcahuano | 26. April 2000      | 2003 verschrottet  |